# Rácz Vilmos (atléta)
Tövisi Rácz Vilmos, Tóth Vilmos György (Budapest, 1889. március 31. – Christchurch, Új-Zéland, 1976. július 18.) olimpiai bronzérmes magyar atléta, rövidtávfutó, újságíró, lapszerkesztő, ügyvéd.

## Életútja
Tövisi Rácz György földbirtokos és Tóth Jolánta törvénytelen gyermekeként született, 1889. április 7-én keresztelték a budapest-belvárosi római katolikus főplébánián. Rácz György nagybirtokos és színházigazgató bátyja.
Középiskolái elvégzését követően, 1907-ben kezdett el sportszerűen atletizálni, amikor a Budapesti EAC (BEAC) rövidtávfutója lett. Egy évvel később már részt vett az 1908-as londoni olimpián, és tagja volt a bronzérmet szerzett váltócsapatnak, bár maga a döntőben nem futott, csak az elődöntőben. 1910-ben 100 yardon magyar bajnok lett, másik két távon pedig országos csúcsot állított be, 220 yardon 22,8 másodperccel, 300 yardon 33,0 másodperccel. 1912-ben még részt vett a stockholmi olimpián, ahol a 4 × 100 méteres váltóval 4. helyezést ért el, ezt követően azonban kikerült a magyar válogatottból. Sportpályafutásával párhuzamosan a budapesti tudományegyetem jogi karának hallgatója volt, doktori oklevelét 1913-ban szerezte meg. Bár az élmezőnynek már nem volt tagja, egészen 1918-ig folytatta a versenysportot a BEAC-ban.
Az atlétikán kívül a téli sportok közül a szánkózást, illetve a bobversenyzést favorizálta. Az 1910. évi magyar bajnokságon a 3500 méteres kétszemélyes bobsleigh-versenyen és a 2000 méteres egyéni skeleton versenyen egyaránt 2. helyezést ért el. A bobversenyzést később is a szívügyének tekintette és az 1924-es téli olimpiára hirdetésben keresett vállalkozó szellemű sportembereket. A nevezés el is ment, de a kiutazásra – valószínűleg anyagi okokból – nem került sor.
Az első világháborúban katonai szolgálatot teljesített.
Már 1909-ben belekóstolt az újságírásba, amikor az Egyetemi Lapok sportrovatának szerkesztője lett. 1918-ig végezte ezt a munkát, de időközben 1916-tól a Színház és Divat társszerkesztője is volt (egészen 1922-ig). Utóbbi lap mellett 1919-ben rövid ideig szerkesztette a Színház című újságot. 1919. november havában átvette a Madách Színház igazgatását. 1921–1924 között a Sporthírlap, 1924–1930 között a Nemzeti Sport, 1929–1932 között a Nők Újságja szerkesztői feladatait látta el. Másfél évtizeden keresztül, 1929-től 1944-ig elsősorban a Pénzügyi Hírlap főszerkesztője volt, de ezzel párhuzamosan több kisebb lap szerkesztésében közreműködött: Új Magazin (1932–1937), Színházi Magazin (1938–1944), Kis Magazin (1939–1943). Újságírói tevékenysége mellett tagja volt a Demokrata Pártnak, 1925-től 1944-ig pedig részt vett Budapest székesfőváros törvényhatósági bizottságának a munkájában.
1929. augusztus 1-jén Budapesten, a Terézvárosban feleségül vette Kurfürst Teréziát, akivel 1937. április 6-án az alsóvízivárosi plébánián az egyházi esküvői szertartást is megtartották.
Az Új magyar életrajzi lexikon szerint 1947-ben Nyugatra távozott, és hátra lévő életét emigrációban töltötte. Először Nyugat-Németországban, majd az Amerikai Egyesült Államokban élt, végül 1950-ben Új-Zélandon telepedett le. Ugyanakkor több más forrás szerint csak 1955-ben hagyta el Magyarországot, ezt írja az 1981-es kiadású Magyar életrajzi lexikon, a Magyar színházművészeti lexikon, Bálint Gábor cikke a Magyar Könyvszemle 1999. évi kiadásában, valamint az 1947-es dátum cáfolata olvasható ki Anna Porter: Fénytörések – családom történetei és nemtörténetei című könyvéből is, amelyben arról ír, hogy nagyapja (Rácz Vilmos) a Szabad Európa Rádiót hallgatta Budapesten, amely azonban csak 1949-től működött.
Visszaemlékezéseit 1975-ben adta ki Münchenben Szúrás kizárva címmel.

## Művei
- Párbaj-kódex és lovagias eljárás, Budapest, 1923. Hornyánszky ny. p. 219[18]
- "Szúrás kizárva". Ez több, mint életrajz: történelem; Griff, München, 1975[19]